# 제45회 아카데미상
제45회 아카데미상은 1973년 3월 27일에 열린 시상식이다. LA 도로시 챈들러 파빌리온에서 개최되었으며 사회자는 캐롤 버넷, 마이클 케인, 찰튼 헤스턴, 록 허드슨이다.

## 후보 및 수상

### 작품상
- 대부 - 앨버트 S. 루디 수상
- 캬바레 - 사이 푸어
- 서바이벌 게임 - 존 부어만
- 사운더 - Robert B. Radnitz
- Utvandrarna - Bengt Forslund

### 남우주연상
- 대부 - 말론 브란도 수상
- The Ruling Class - 피터 오툴
- 발자국 - 마이클 케인
- 발자국 - 로렌스 올리비에
- 사운더 - 폴 윈필드

### 여우주연상
- 캬바레 - 라이자 미넬리 수상
- Lady Sings the Blues - 다이아나 로스
- 사운더 - 시셀리 타이슨
- 트래블스 위드 마이 앤트 - 매기 스미스
- Utvandrarna - 리브 울만

### 남우조연상
- 캬바레 - 조엘 그레이 수상
- 대부 - 제임스 칸
- 대부 - 로버트 듀발
- 대부 - 알 파치노
- 과외 수업 - 에디 앨버트

### 여우조연상
- 나비의 외출 - 에일린 헤커트 수상
- 팻 시티 - 수잔 티렐
- 과외 수업 - 제니 베를린
- 부부 - 제라르딘 페이지
- 포세이돈 어드벤쳐 - 쉘리 윈터스

### 감독상
- 캬바레 - 밥 포시 수상
- 서바이벌 게임 - 존 부어만
- 대부 - 프란시스 포드 코폴라
- 발자국 - 조셉 L. 맨키위즈
- Utvandrarna - 얀 트로엘

### 각본상
- 후보자 - 제레미 라너 수상

### 각색상
- 대부 - 마리오 푸조 수상

### 촬영상
- 캬바레 - 죠프리 언스워스 수상

### 편집상
- 캬바레 - 데이비드 브레더튼 수상

### 미술상
- 캬바레 - 롤프 제헷보어 수상

### 의상상
- 트래블스 위드 마이 앤트 - 안소니 포웰 수상

### 음악상
- 라임라이트 - 찰리 채플린 수상

### 주제가상
- 포세이돈 어드벤쳐 - Al Kasha 수상

### 음향믹싱상
- 캬바레 - Robert Knudson 수상

### 외국어영화상
- 부르조아의 은밀한 매력 - 루이스 부뉴엘 수상
- 조용한 새벽 - 스타니슬라브 로스토트스키

### 단편영화상
- 크리스마스 캐롤 - 리처드 윌리엄스 수상
- Norman Rockwell's World... An American Dream - Richard Barclay 수상

### 장편다큐멘터리상
- 마르조 - 하워드 스미스 수상

### 단편다큐멘터리상
- This Tiny World - Charles Huguenot van der Linden 수상

### 공로상
- Boren, Charles S. 수상
- 에드워드 G. 로빈슨 수상

### 진 허숄트 박애상
- Rosalind Russell 수상

### 음악스코어링상
- 캬바레 - 랠프 번즈 수상

## 같이 보기
- 서신 리틀페더
- 제30회 골든 글로브상
- 제26회 영국 아카데미 영화상